# Vincent-Marie Viénot de Vaublanc

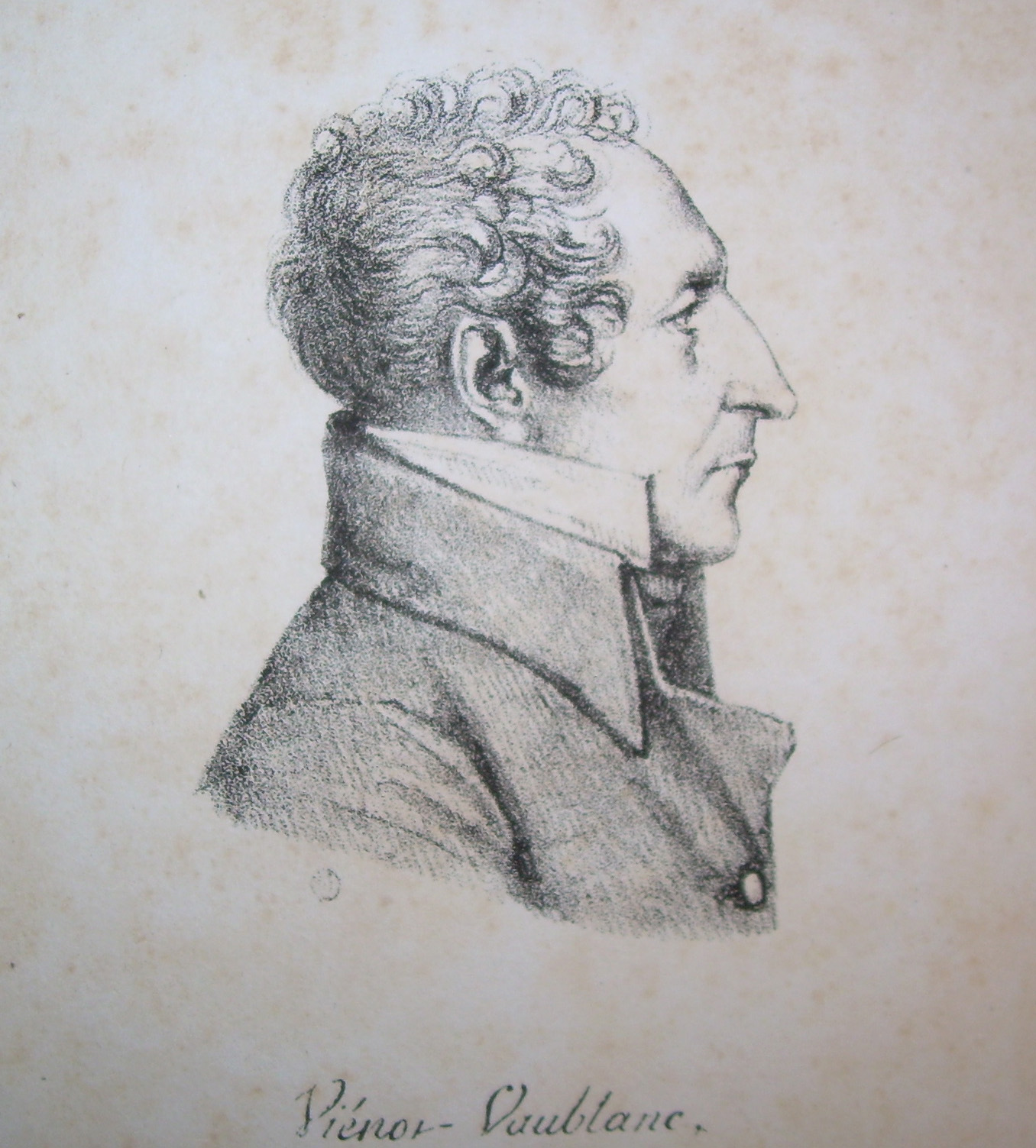
Retrato en grabado de Vincent-Marie Viénot, conde de Vaublanc.

Vincent-Marie Viénot de Vaublanc llamado "el conde de Vaublanc", (Fort Liberté, Haití, 2 de marzo de 1756 - París, 21 de agosto de 1845) fue un escritor y político francés, responsable de la reorganización de la Academia Francesa en 1816.
Destacó a lo largo de su vida por su colaboración con los sucesivos gobiernos de Luis XVI, Paul Barras, Napoleón Bonaparte y del conde de Artois, más tarde Carlos X de Francia, desde posiciones en favor del monarquismo y del catolicismo. Tras la Revolución francesa, fue objeto de persecución por su ideología contra-revolucionaria, hasta que tras la Restauración monárquica y bajo el Gobierno de Luis XVIII de Francia, ocupó el puesto de diputado del partido ultra-realista y de ministro del Interior.

## Orígenes y formación durante el Antiguo Régimen

Armas de la familia de Vaublanc.

Viénot fue el primogénito del mayor Vivant-François Viénot de Vaublanc, originario de una familia noble de Borgoña. Su padre comandaba el Fuerte de San Luis en Fort-Dauphin y era un destacado personaje público en la vida de la colonia de Saint-Domingue, en la isla de La Española, donde Viénot vivió sus primeros años hasta su llegada a la Francia metropolitana con siete años.
Después de cursar estudios militares en la Escuela de Cadetes de La Flèche y en la Escuela Militar de París, de 1770 a 1774, Viénot fue nombrado caballero de la Orden de San Lázaro de Jerusalén por el conde de Provenza – el futuro Luis XVIII, que era el gran maestre de la orden, y antes incluso de salir de la Escuela.
Destinado como subteniente en el regimiento de la Sarre, perteneciente al duque de La Rochefoucault y del que su tío Charles fue teniente-coronel, entre 1776 y 1782, fue asignado sucesivamente a los acuartelamientos de Metz, Ruan y Lille obteniendo luego un encargo que le llevó de regreso a La Española en donde le requerían también atención los negocios familiares.
Allí se casó con mademoiselle de Fontenelle, con quien tuvo una hija, regresando a Francia en 1782 para instalarse en Dammarie-lès-Lys, cerca de Melun. Compró el cargo de teniente de los mariscales de Francia declarando como oficio, en el momento de su toma de posesión, el de propietario agrícola.
Al frente de este cargo, cuya función era la de mediación entre los aristócratas en caso de litigio, Viénot fue adquiriendo notoriedad y entablando relaciones con las clases elevadas de la región, interesándose también por la agricultura, las letras y las artes.

## Llegada a la política durante la Revolución

### Primeros cargos locales con la convocatoria de los Estados Generales

Escudo de Seine-et-Marne creado en 1790.

Fascinado en un primer momento por las nuevas ideas de la Revolución francesa, se introdujo en la carrera política: se convirtió en miembro de la nobleza en el alguacilazgo de Melun en 1789. Fue elegido secretario de esta Asamblea bajo la presidencia de Louis-Marthe de Gouy d'Arsy, gran alguacil de Melun, y del que también formó parte el célebre marinero y explorador Louis Antoine de Bougainville. Esa asamblea se encargaría de redactar un cuaderno de quejas al Rey y de nombrar un diputado en los Estados Generales. Apoyó la candidatura de Fréteau de Saint Just, elegido diputado de la nobleza por el alguacilazgo de Melun y que luego pasó a ser miembro de la Asamblea Constituyente.
En 1790, Vaublanc fue convocado como miembro y luego presidente del Consejo Departamental, también llamado Consejo General de Seine-et-Marne. Esa función le permitió presidir el directorio administrativo de ese departamento.

### Pulso perdido contra los Jacobinos durante la Asamblea legislativa
Cuando se disuelve la Asamblea Constituyente, se forman colegios electorales para elegir nuevos diputados. El 1 de septiembre de 1791, fue elegido como octavo diputado (de una lista de once) por Seine-et-Marne en la Asamblea Legislativa con 273 votos de 345 votantes. Fue uno de los pocos que ya contaban con experiencia política, especialmente en el tema de las colonias de las Antillas en una asamblea en la que la mayor parte de los miembros eran novatos en política ya que, fieles a su juramento, ningún miembro de la Asamblea Constituyente formaba parte de esta cámara.

#### Protagonista en elClub des Feuillants
Desde el primer día de sesiones destacó al pronunciar un discurso que denunciaba las malas condiciones en las que Luis XVI iba a ser recibido por la Asamblea al día siguiente. Debido a esas declaraciones, fue elegido vicepresidente entre el 3 y el 15 de noviembre de 1791, con 104 votos por 92 para Brissot, uno de los jefes Girondinos, en una asamblea que entonces era mayoritariamente realista. Pasó a ser presidente entre el 15 y el 28 de noviembre de 1791.
El 29 de noviembre, Vaublanc se encargó de redactar una petición al rey para que retirara el veto al decreto de la Asamblea del 9 de noviembre, cuyo objetivo era acabar con la emigración masiva (azuzada especialmente por nobles y clérigos) amenazando a los príncipes alemanes con represalias si seguían dando cobijo al ejército de los príncipes (el conde de Artois y el príncipe de Condé). La Asamblea quedó tan satisfecha con su trabajo que derogando sus propias normas le solicitó que fuera a leer en persona al rey este mensaje, encabezando una comitiva de 24 diputados. Luis XVI le respondió que tomaría seriamente en consideración el mensaje de la Asamblea y, unos días más tarde, le informó personalmente de sus decisiones al respecto.
Con este motivo, Vaublanc aumentó su reputación al indicar a la Asamblea "que el rey se había inclinado en primer lugar y que él sólo le había devuelto el saludo". La anécdota es reveladora del cambio en la relación de fuerzas constitucionales: el poder legislativo, encarnado por la Asamblea Legislativa, estaba claramente por encima del poder ejecutivo encarnado por un Luis XVI que ya solo era el "Rey de los Franceses".
Vaublanc se alineó junto al partido de los monárquicos constitucionales y se inscribió en el Club des Feuillants al igual que otros 263 de sus colegas (de 745 diputados), pasando a ser uno de los jefes en la Asamblea junto a Jacques Claude Beugnot, Mathieu Dumas y François Jaucourt, ya que sus principales dirigentes, como Barnave o Lameth, ya no tenían escaño. Se opuso ferozmente a los gobiernos revolucionarios destacando su lealtad al rey, su oposición a las medidas represivas relativas a los sacerdotes refractarios, a las leyes votadas que confiscaban los bienes de los emigrados y por último denunciando las masacres de Aviñón. Las discusiones se radicalizaron, y la masa que asistía a los debates le abucheó a menudo, al igual que a otros de sus compañeros como Charles de Lacretelle. Nicolas de Condorcet, su compañero de la Asamblea Legislativa en 1791 y que no le tenía en gran estima, decía de él: "Hay en cualquier asamblea oradores ruidosos con cabeza hueca, que producen gran efecto con necedades redundantes". Brissot, por su parte, le llamaba: el "jefe de los bicameralistas".

#### La inevitable caída de la monarquía
En 1792, fue uno de los defensores del conde de Rochambeau ante la Asamblea, consiguiendo su absolución.
Estuvo de acuerdo con la mayoría de la Asamblea, partidaria de la abolición de la esclavitud en las Antillas, sin embargo, en un discurso el 20 de marzo advirtió a los abolicionistas más radicales como Brissot, que conocían poco la vida en las colonias, del riesgo de guerra civil, dada la diversidad de clases étnicas y sociales dentro de la población de Santo Domingo. También apoyó la ley del 4 de abril de 1792 que concedía la ciudadanía a todos "los hombres de color y negros libres". Tras la sesión del 10 de abril, se pronunció a favor de la progresiva abolición de la trata de negros en las colonias, siguiendo el ejemplo de Dinamarca y de Gran Bretaña.
El 3 de mayo de 1792, apoyó la propuesta de Beugnot que provocó un decreto de acusación de Marat y del abad Royou y el 8 de mayo, se dirigió en la Asamblea a los Jacobinos en estos términos:

Ustedes quieren, Señores, salvar la Constitución; pues bien, sólo lo conseguirán acabando con las facciones y con facciosos; combatiendo sólo por la ley; muriendo con ella y por ella, y les declaro que no seré el último que morirá con vosotros, por su ejecución; créanlo, Señores.

El 18 de junio fue elegido miembro de la Comisión extraordinaria de los Doce, creada a propuesta de Marat, encargada de examinar el estado de Francia y de proponer los medios para salvar la Constitución, la libertad y el Imperio. Dimitió el 30 de julio.

##### Defensa de La Fayette

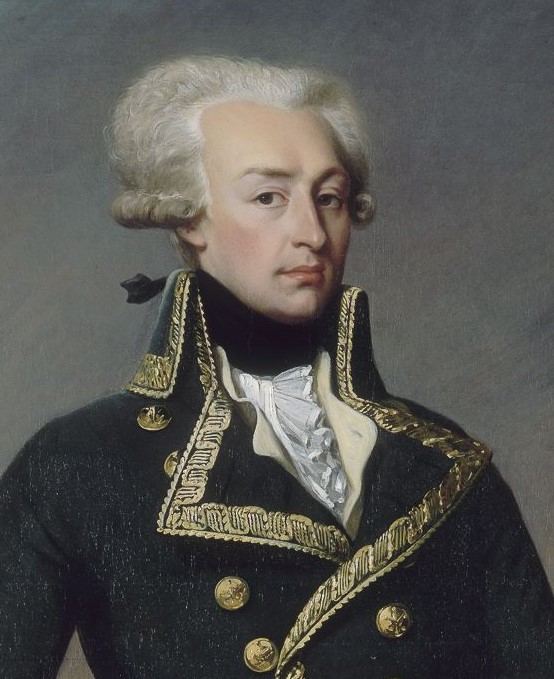
La Fayette.

Tras los acontecimientos del 20 de junio de 1792 en que los sans-culottes asaltaron las Tullerías y obligaron al rey Luis XVI a ponerse el gorro frigio, La Fayette acudió a París el 28 de junio para convencer al Rey de que abandonara París y se pusiera al mando de sus ejércitos reunidos en el Norte. Utilizando la Guardia Nacional, trató de cerrar los clubs, pero su intentona fracasó, en parte debido al rechazo de la Corte a seguirle. Reaccionando a este intento de golpe de fuerza, la izquierda de la Asamblea decidió proponer un decreto de traición contra La Fayette.
El 8 de agosto de 1792, inquieto y sorprendido por los acontecimientos, Vaublanc pronunció un discurso ante la Asamblea en el que defendía vigorosa y valientemente, a pesar de la fortísima oposición de los Jacobinos que dominaban la Asamblea y las calles, al general La Fayette acusado por el decreto de haber violado la Constitución. Consiguió, con ayuda de Quatremère de Quincy, aliar (según él), a 200 diputados indecisos del centro a su favor. La Fayette fue exonerado por 406 votos de 630 votantes.
Al salir de la sesión, Vaublanc, junto a otros treinta diputados, fue amenazado, insultado y empujado por una masa hostil que había asistido a los debates. Algunos de esos diputados incluso tuvieron que refugiarse en el cuerpo de guardia del Palais-Royal del que tuvieron que escapar por las ventanas. Según Hippolyte Taine:

En cuanto al principal defensor de La Fayette, M. de Vaublanc, tres veces asaltado, tuvo la precaución de no regresar a su casa; pero algunos furiosos embistieron su casa gritando que ochenta ciudadanos iban a morir a manos suyas y que él sería el primero; doce hombres subieron a su domicilio, registraron todo y prosiguieron sus pesquisas por las casas vecinas, y al no poder apresarlo, buscaron a su familia; se le advirtió de que si regresaba a su domicilio, sería asesinado.

El 9 de agosto, Vaublanc solicitó consecuentemente el alejamiento de los "federados" y de los "marselleses". La solicitud fue rechazada por la mayoría de la Asamblea.

##### El 10 de agosto de 1792

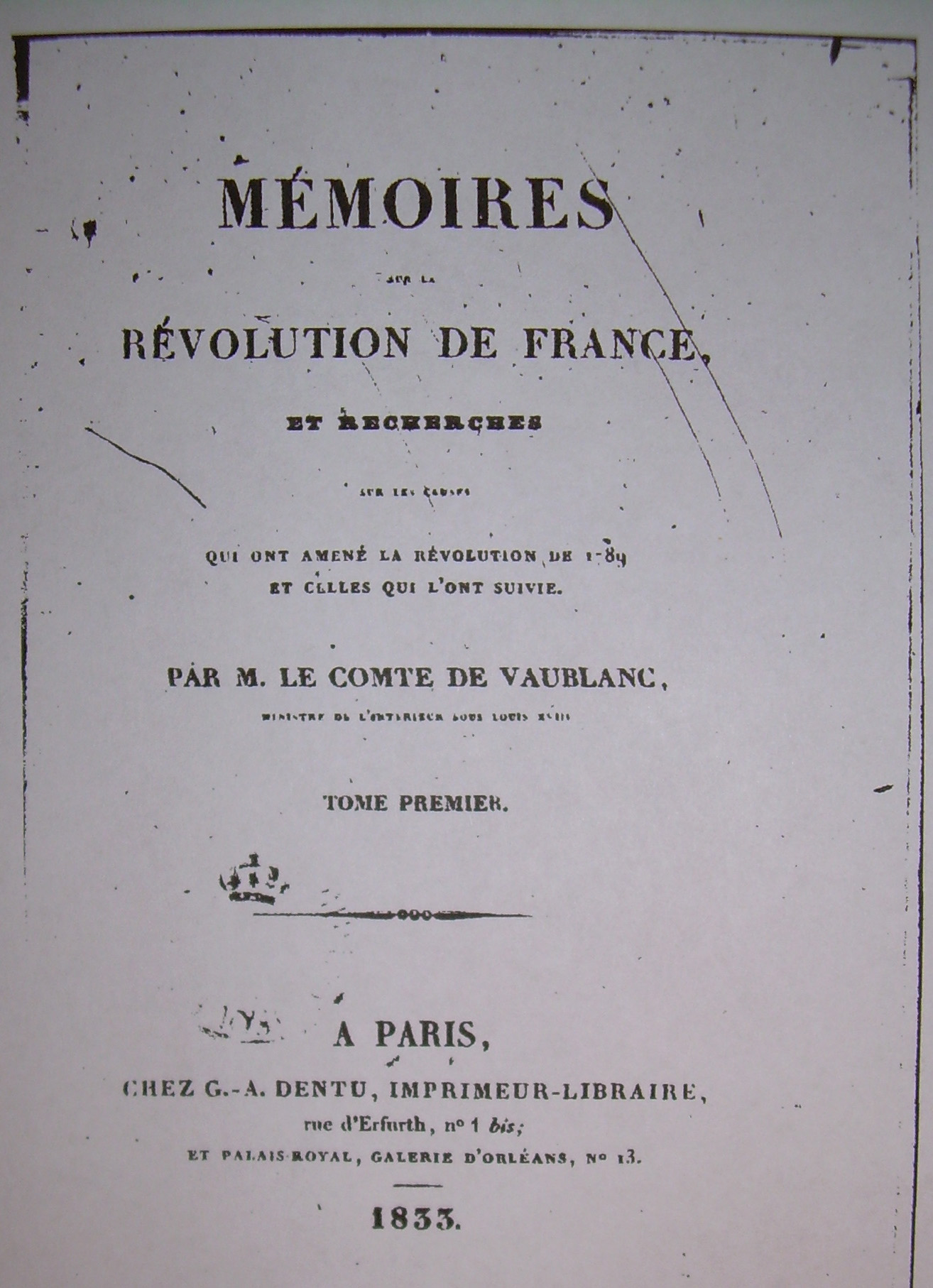
Memorias sobre la Revolución de Francia..., de Vaublanc.

Durante los acontecimientos desarrollados el 10 de agosto de 1792 que marcaron el derrocamiento del régimen de la Asamblea Legislativa por la Comuna de París y el final de la monarquía, asistió desde su coche al derribo de la estatua de Luis XIV de la actual plaza Vendôme. Convenció a la Asamblea a que abandonara París y se trasladó a Ruan (ciudad monárquica) para escapar de la presión revolucionaria; salió ileso de un intento de asesinato gracias a un oportuno sablazo de un joven oficial de ingenieros, el capitán Louis Bertrand de Sivray, el futuro general imperial Bertrand.
Fue uno de los testigos oculares de la llegada de la familia real a refugiarse desde las Tullerías asediadas para ponerse bajo la protección de la Asamblea Legislativa, lo que describiría más adelante en sus Memorias.

### Proscrito bajo la Convención y el Terror (1792-1795)
La noche del 10 de agosto, se vio obligado a refugiarse en la casa de Armand-Gaston Camus, el archivero de la Asamblea. Unos días más tarde, se refugió en el Hotel de Estrasburgo, en la calle Neuve Saint Eustache. El 3 de septiembre de 1792, escuchó gritos en el patio de su residencia y pensó que alguien lo había podido denunciar, pero de hecho se trataba de las masas transportando la cabeza de la princesa de Lamballe sobre una pica.
Al volver a ponerse en marcha los Comités de Salvación Pública y de vigilancia de la Convención, estos emitieron una orden en la que se le puso fuera de la ley y se le inscribió en la lista de proscritos por el municipio de París. Este decreto le obligó a dejar la ciudad y a refugiarse en un primer momento en Normandía, en donde se volvió a reunir con su familia, y luego en su casa de campo en Bélombres, cerca de Melun. Vivió recluido durante varios meses. Se enteró de que el periódico Gorsas le acusó, junto a otros, de haber "recibido 300.000 francos de la reina para organizar la Contrarrevolución en Provenza" y que "la veía en secreto".
Se votó la ley de sospechosos el 17 de septiembre de 1793. En ella apareció su nombre. Un destacamento revolucionario entró en su casa para registrarla, lo que le llevó a "recorrer los grandes caminos" solo, a pie, moviéndose sin rumbo fijo. Se movió de albergue en albergue, describió su angustia por la posibilidad de ser denunciado cuando llegaba a una ciudad y debía hacer visar su pasaporte por el comité local de vigilancia.
Durante el proceso a la reina María Antonieta, los días 14 y 16 de octubre de 1793, su nombre apareció en una parte de la acusación junto al de François Jaucourt.
Aunque había decidido dirigirse hacia el sur de Francia y Burdeos, cambió de dirección al saber la feroz represión que estaba desarrollando allí Jean-Lambert Tallien, el representante de la Convención, y ser consciente del riesgo que correría. Pasó por Poitiers y La Rochelle, en donde permaneció durante un mes. Para evitar el peligro de verse enrolado en la Guardia Nacional, en la que hubiera corrido el riesgo de ser reconocido, fingió estar enfermo y consiguió que se le prescribiera una cura termal en Castéra-Verduzan en el Gers. Para no levantar sospechas sobre su fingida enfermedad, se pinchaba regularmente las encías para reproducir los síntomas de un "escorbuto incurable". En esta ciudad se enteró de la caída de Robespierre el 9 Termidor (27 de julio de 1794). Sin embargo, aún debería esperar cuatro meses antes de regresar a París, tiempo necesario para que su familia obtuviera la anulación de su decreto de proscripción.

### Activista contrarrevolucionario durante el Directorio (1795-1799)
A su regreso a París, en la primavera de 1795, dio a conocer anónimamente sus Reflexiones acerca de las bases de una constitución para el ciudadano***, con el seudónimo de Louis-Philippe de Ségur, presentado por su amigo Jean-Baptiste-Marie-François Bresson, entonces diputado de la Convención Nacional, que ordenó imprimir el texto. En esa obra propugnó la creación de dos cámaras parlamentarias en lugar de una sola, que era lo que existía en la Convención, ya que en su opinión, el régimen monocameralista de la Convención, del que criticaba la Constitución (la de 1793), era una de las causas del Terror. Proponía también la presencia de una sola persona al frente del poder ejecutivo, buscando una mayor eficacia. Se oponía pues en el plano constitucional al régimen del Directorio y sus cinco dirigentes.
Tras la aparición de este libro, la comisión compuesta por Daunou y François-Antoine de Boissy d'Anglas encargada de elaborar la futura Constitución del Año III (la del Directorio) le invitó a expone sus ideas, a lo que se negó Vaublanc. Sus indicaciones fueron atendidas parcialmente, ya que por primera vez en Francia se instauró un sistema con dos cámaras, llamadas Consejo de Ancianos y Consejo de los Quinientos para representar el poder legislativo.
Opuesto al decreto de los dos tercios, desempeñó un activo papel junto a Antoine Chrysostome Quatremère de Quincy durante la Insurrección realista del 13 Vendimiario año IV (5 de octubre de 1795). En esa ocasión descubrió la genialidad táctica del general Bonaparte apodado el general Vendimiario. Fue miembro del comité central realista que debía sustituir a la Convención.
El 17 de octubre, como jefe de la sección realista de Faubourg Poissonnière, fue condenado a muerte en rebeldía por una comisión militar presidida por el general Lostange. Esta nueva condena le obligó de nuevo a vivir escondido. Se refugió en casa de Sophie Cottin, amiga de la esposa de Jean-Baptiste-Marie-François Bresson. Aprovechó este obligado aislamiento para volver a consagrarse a una de sus pasiones: el dibujo.
Unos días antes, la Convención se había visto obligada a nuevas elecciones y convocó los colegios electorales. Esa elección tuvo como consecuencia que los monárquicos consiguieron la mayoría en el Senado y en el Consejo de los Quinientos. El colegio de Melun eligió el 15 de octubre de 1795 a Vaublanc diputado por Seine-et-Marne en el Consejo de los Quinientos. Sin embargo, para ocupar su escaño tuvo que esperar la abrogación de su condena por inconstitucionalidad por parte de sus amigos en el Consejo Desfourneaux y Pastoret, lo que se vio facilitado por el temor causado en la Asamblea por la Conspiración de los Iguales a finales de agosto de 1796. El 2 de septiembre de 1796 pronunció el famoso juramento "¡Juro odio a la realeza y a la anarquía!". Como anécdota, uno de sus auxiliares de la Montaña, le gritó: "¡Más alto!", a lo que Vaublanc sin descomponerse respondió: "¡Y usted más bajo!"
Las elecciones del año V (mayo de 1797), que renovaban un tercio de las cámaras cambió el equilibrio de fuerzas en favor de los realistas, que pasaron a ser mayoría en las dos cámaras. Así, el 20 de mayo de 1797 (20 Pradeal año V), Jean-Charles Pichegru salió elegido Presidente del Consejo de los Quinientos, y Barbé-Marbois en el Consejo de Ancianos. Por su parte, Vaublanc fue nombrado miembro de la Oficina del Consejo de los Quinientos.
Ese mismo día, el cuerpo legislativo pasó a sustituir al director republicano Le Tourneur que fue extraído al azar por el monárquico moderado François de Barthélemy, entonces embajador de Francia en Suiza. Vaublanc votó contra este nombramiento, al preferir al general de Beurnonville más radical.
La nueva mayoría apoyaba la libertad de prensa, que permitía que se pudiera atacar con libertad al Directorio. El club de Clichy del que Vaublanc era un destacado miembro controló a partir de ese momento los dos Consejos y amenazó directamente al Directorio. Se le nombró jefe de la comisión de inspectores del club de Clichy cuyo papel era ejercer de policía y mantener el orden en los Consejos. Por esa razón estuvo en medida de dar órdenes a los brigadieres de los consejos.
Barras, hombre fuerte del régimen, en sus Mémoires, dijo de él que tenía las mismas opiniones respecto a la colonia de Santo Domingo.
Con el Directorio acorralado, se acercó a París contraatacando el ejército de Sambre-et-Meuse con unos 80.000 hombres al mando de Hoche. Al mismo tiempo, Vaublanc pleiteó y consiguió que el Consejo disolviera algunos clubs, entre ellos el de los Jacobinos.
El 16 de julio de 1797, bajo la presión de los consejos, los tres directores republicanos Barras, Reubell y La Reveillière-Lépeaux, optaron por una reestructuración ministerial, en perjuicio de los monárquicos. El 3 de septiembre, Vaublanc, junto al Almirante Louis Thomas Villaret de Joyeuse y otros clichyanos, estuvo a punto de triunfar en un Golpe de Estado contra el triunvirato de los directores republicanos. El plan de los clichyanos que convenció al director Lazare Nicolas Marguerite Carnot era sencillo. Vaublanc estaba encargado de pronunciar un discurso el 4 de septiembre ante el Consejo de los Quinientos para exigir el procesamiento de los tres directores republicanos. En ese momento, el general Pichegru, convencido por Carnot para participar en la conspiración y a la cabeza de la Guardia del Cuerpo legislativo, detendría a los directores.
Desgraciadamente para él, el general Bonaparte, jefe entonces del Ejército de Italia, interceptó mientras tanto a un agente monárquico, Louis-Alexandre de Launay, conde de Antraigues, en posesión de documentos relativos a esta conspiración y a la traición de Pichegru, por lo que envió al general Augereau y a su ejército a París en donde este acabó con la traición de Pichegru en las calles: fue el Golpe de Estado del 18 de fructidor del año V (4 de septiembre de 1797). Algunos de los principales conspiradores como Pichegru y Barthélémy acabaron deportados a la Guayana Francesa, y otros como Carnot o Vaublanc se vieron obligados a huir. Este último consiguió alejarse de París, sitiado por entonces, escondiéndose en un coche con la ayuda de Rochambeau. Se exilió en Italia, en donde adoptó diversas identidades, pasando por Suiza con su amigo Pastoret.

## Aliado de Napoleón Bonaparte
El Golpe de Estado del 18 Brumario del año VIII (10 de noviembre de 1799) y el advenimiento del Consulado que edita un decreto que autoriza el regreso de los proscritos permite que regrese a Francia, en donde es presentado a Napoleón Bonaparte.

### Diputado en el Cuerpo Legislativo
En 1800, Vaublanc sale elegido por el Senado conservador, diputado por Calvados, entre los 300 miembros del Cuerpo legislativo en el que ejerce funciones de inspector, con un mandato de cinco años. Se le encarga, entre otras cosas, redactar un informe acerca del Consulado vitalicio.
Su admiración y el reconocimiento que siente hacia Napoleón por haber restablecido "el orden en Francia y haber acabado con la persecución de los sacerdotes", puede verse en algunos de sus discursos de esa época como el pronunciado el 24 Floreal del año X ante los cónsules, como diputado del Cuerpo legislativo, discurso muy elogioso para el primer cónsul, o el del 13 de enero de 1805 (24 Nivoso año XIII), esta vez ante Napoléon I, que ya se había convertido en Emperador de los Franceses, con Jean-Pierre Louis de Fontanes, presidente del Cuerpo legislativo en ejercicio, durante la inauguración de una estatua de mármol del Emperador en el hall del Cuerpo legislativo, para honrar al padre del código civil.
Fue presidente del Cuerpo legislativo entre el 21 de abril y el 7 de mayo de 1803.
El 4 de noviembre de 1804, al realizar el papa Pío VII una etapa en su viaje a París con motivo de la coronación del Emperador, pernoctó en su casa de Montargis.

### Prefecto del Mosela 1805-1814
Al finalizar su mandato de diputado en 1805, el colegio electoral de Seine-et-Marne lo presenta como candidato al Senado pero no sale elegido. Al estar interesado por la nueva organización administrativa y territorial que se acaba de crear, solicita y consigue una prefectura. Es designado el 1 de febrero de 1805 prefecto del Mosela, en Metz, hasta 1814. Destacará por su activismo. Según Odette Voillard, "mantiene excelentes relaciones con los notables de la zona. Elegante caballero que recorre a caballo su departamento, tiene tendencia a recolocar en los puestos dirigentes a las principales familias de la antigua sociedad".
Napoleón le agradecerá su celo y lo cubrirá de honores. Es nombrado Comendador de la Legión de honor, caballero el 28 de noviembre de 1809 y luego barón de Imperio por cartas patentes del 19 de diciembre de 1809 (título hereditario regular), gratificado además el 17 de julio de 1810 con un mayorazgo en Hannover. En junio de 1812, se entrevista con el emperador, de paso en Metz. Le hace partícipe de sus objeciones respecto a la futura campaña de Rusia, pero no es escuchado. Durante la campaña de Francia en 1813 y el repliegue del ejército de Maguncia derrotado en Leipzig, muchos soldados heridos se refugiaron en Metz, propagando una epidemia de tifus. El propio Vaublanc se vio afectado y estuvo a punto de morir.
En 1814, abre la puertas de Metz y recibe con entusiasmo a los coaligados.

## Aliado a Luis XVIII

### Con la primera Restauración y a pesar de los Cien Días
Mantenido en su cargo de prefecto del Mosela tras la primera Restauración, es ascendido a oficial de la Legión de Honor el 23 de agosto de 1814. Tras el regreso de Napoleón, continua como prefecto con la esperanza de mantener Metz para Luis XVIII en donde trata junto al mariscal Oudinot, gobernador militar de la ciudad de Metz, de impedir el progreso de los bonapartistas. Una orden de detención publicada por el mariscal Davout en Le Moniteur universel le obliga a huir hacia Luxemburgo para reunirse con Luis XVIII en Gante, ciudad en la que este último se ha refugiado.
La pequeña historia le hizo decir al oficial preocupado por verse obligado a detenerlo en Metz: "Esté tranquilo en lo que a mi respecta. Pero piense en usted;no conviene que se le vea salir del patio principal de la prefectura" y Vaublanc lo recondujo por una salida anexa antes de huir a caballo.
A su llegada a Gante, trata con Chateaubriand que lo cita en sus Memorias de ultratumba: "M. de Vaublanc y M. Capelle se unieron a nosotros. EL primero decía tener de todo en su portafolios. ¿Quiere usted a Montesquieu? aquí está; a Bossuet? aquí". Entrega al Rey, mediante el conde de Artois, varios informes acerca del estado del país y le predice que "estará de vuelta en París antes de dos meses.
Bajo la Segunda Restauración, para agradecerle su alianza durante los Cien Días, Luis XVIII le nombra inmediatamente Consejero de Estado y le nombra el 27 de diciembre de 1815, gran oficial de la Legión de Honor.
El 12 de julio de 1815, Luis XVIII lo nombra prefecto de las Bocas del Ródano con la misión de conseguir la libertad de 500 a 600 prisioneros bonapartistas detenidos en Marsella, tarea a la que se dedica aceptablemente dado el contexto de la época (Marsella se entrega a los ingleses y vive sangrientas revueltas anti-bonapartistas).

### Ministro del Interior ultra-realista (26 de septiembre de 1815 - 7 de mayo de 1816)
Al querer hacer olvidar su pasado bonapartista, se convierte uno de los más fervientes y radicales animadores del partido de los Ultras: Victor Hugo en Los Miserables le ataca por haber quitado, al ser nombrado Ministro del Interior, las "N" de los puentes de París como el de Jena.
El 26 de septiembre de 1815, gracias al decisivo apoyo del conde de Artois del que es íntimo, es nombrado por el rey ministro del Interior. El nuevo presidente del consejo, el duque de Richelieu que se había visto obligado a nombrarlo trató de sobreseer su propuesta, pero Vaublanc, conocedor ya de la noticia, se dio prisa en ocupar su ministerio.
Este nombramiento a propuesta suya demuestra la influencia que ejerce el conde de Artois en los diversos gobiernos de su hermano. Mantiene una corte paralela en el pabellón Marsan y trata de restaurar la monarquía absoluta derogando lo sustancial de los cambios hechos durante la Revolución francesa.
Rudolf von Thadden, historiador alemán contemporáneo que se basa en el discurso de Martignac el 2 de abril de 1829, cree que su nombramiento se debe más a su pasado que a su talento.
Vaublanc despliega una actividad contrarrevolucionaria y ultrarealista apasionada al frente de su ministerio, a pesar de que el propio rey califica su activismo de "vocación para perder el aliento". Tras los debates relativos a la presentación por parte del garde des Sceaux de una ley para restablecer las cortes prebostales ante la Cámara inencontrable, Vaublanc toma la palabra y exclama: "Francia quiere a su rey". En una gran aclamación, los diputados de la Cámara y los presentes en las tribunas se levantaron repitiendo: "Sí, Francia quiere a su rey".
A partir del 2 de octubre de 1815, envía una circular a todos los prefectos recordándoles las prioridades de su función durante ese periodo revuelto debido al terror blanco: "Pongan en la primera fila de sus deberes el mantenimiento del orden (...) la vigilancia previene los desórdenes y hace innecesario el uso de la fuerza". Aprovecha para blindar el cuerpo prefectora en favor de los realistas desplazando o cesando a 22 prefectos de modo que al final de su mandato no quedaba prefecto alguno que hubiese mantenido cualquier tipo de actividad durante los Cien Días.
El 18 de noviembre, firma un decreto para sustituir al Estado Mayor de la Guardia Nacional por un comité de tres inspectores generales que forman el consejo del coronel general: que no es otro que el conde de Artois. Este decreto elimina el derecho de inspección de los demás ministros acerca de los nombramientos de estos últimos. Esto permite a los Ultras infiltrarse en esa institución.
Mediante un decreto de 13 de enero de 1816 adelanta dos años la renovación de alcaldes y adjuntos a la alcaldía. Vaublanc explica esta medida al prefecto: "Mediante esa renovación, debe alejar también a los alcaldes y adjuntos que sin ser merecedores de una revocación formal, le parezcan poco adecuados en su puesto".
Sancionando el decreto de 21 de marzo de 1816, participa en la controvertida reorganización del Institut de France tras una carta de Jean Baptiste Antoine Suard, secretario perpetuo de la Academia Francesa, en la que este escribía: "No puedo hartarme de repetirle que se manifiesta un espíritu revolucionario cuya influencia urge parar mediante una sabia prevención en determinadas disposiciones de los estatutos que va usted a redactar", lo que le permitirá nombrar directamente a nueve de los once académicos.

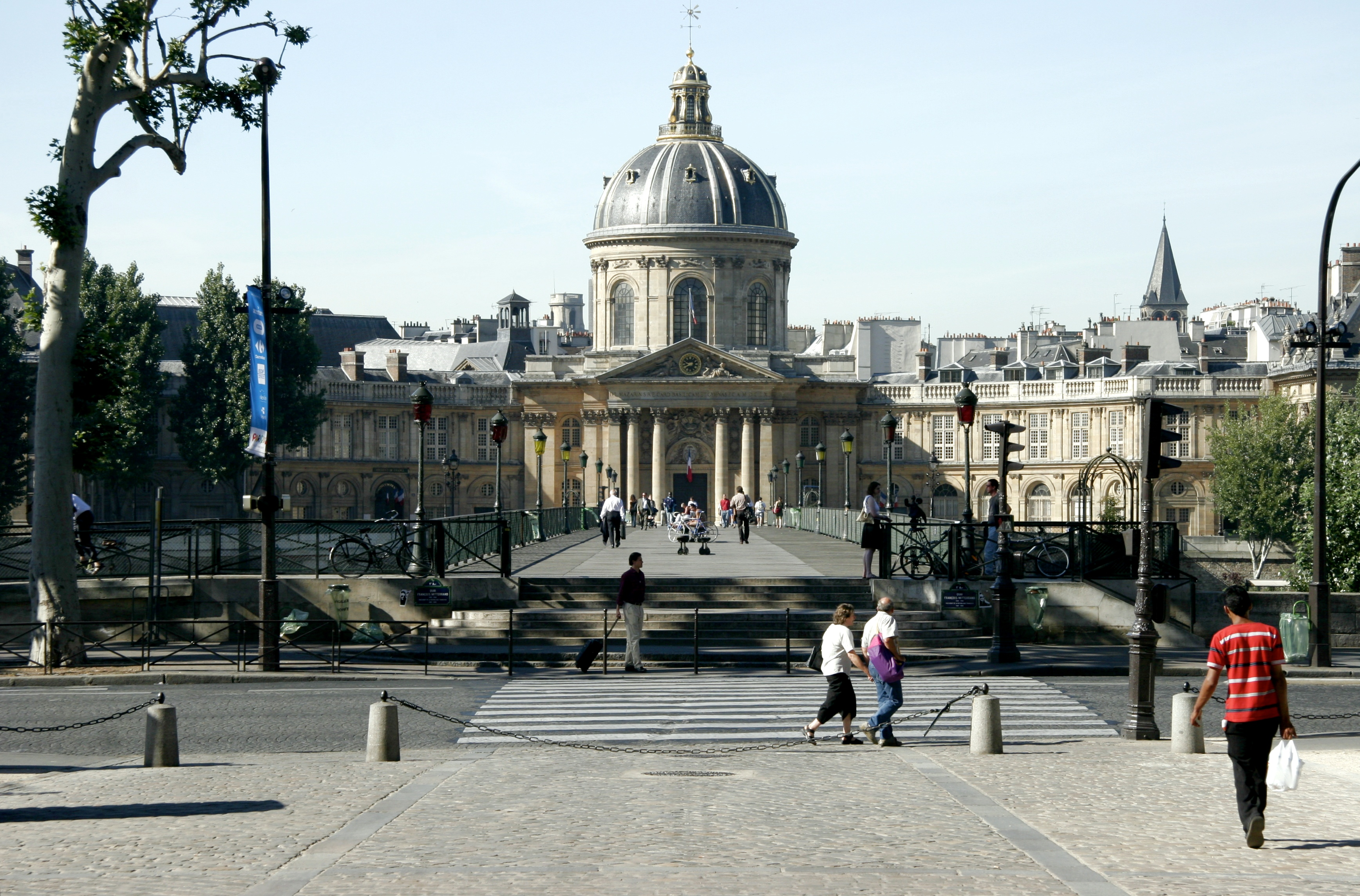
El Institut de France, sede de la Academia Francesa.

Este gran cambio académico, calificado de "real vigilancia" fue apreciado de modo diverso. El partido liberal le recriminó especialmente haber sustituido al poeta Arnault por el duque de Richelieu, a Roederer por el duque de Lévis y a Charles-Guillaume Étienne por el conde Choiseul-Gouffier, académicos considerados de un valor literario poco significativo. Se gana con este asunto el sobrenombre de "Maupeou de la literatura".
Siguiendo esta vena purificadora, propone crear un ministerio de Bellas Artes para Châteaubriand, lo que rechazará el duque de Richelieu. El 6 de abril de 1816, se le elige miembro libre de la Academia de Bellas Artes de la que excluye al pintor David.
Como Ministro del Interior, tiene que presentar una nueva ley electoral. Vaublanc propone sin convicción, basándose en el artículo 37 de la Carta de 1814, la renovación de la Cámara por quintos todos los años. La manera de elegir a los representantes en la Cámara está basada en un sistema con dos grados cuyo objetivo vuelve a ser blindar el acceso a ella solo para los realistas. Este proyecto es rechazado por 89 contra 57 por la Cámara de Diputados de los departamentos el 3 de abril de 1816. Eso sucede porque esta cámara desea permanecer en el poder el máximo tiempo posible, por lo que hace una contrapropuesta en la que propone una renovación general cada cinco años, lo que el gobierno rechazará. De ese modo Francia se queda sin Ley ELectoral.
El 10 de abril de 1816, en pleno consejo de ministros, Decazes, ministro de la policía, le pregunta acerca de esta frase: "¡Usted no es más que el ministro del conde de Artois y le gustaría ser más poderoso que los ministros del rey!". Vaublanc contestó violentamente: "Si fuera más poderoso que usted, utilizaría mi poder para acusarle de traición ya que es usted,, Monsieur Decazes, traidor al rey y al país".
El 13 de abril de 1816, participa en la expulsión de los alumnos de la École polytechnique, acusados de "disturbios y actos de indisciplina", de hecho mayoritariamente bonapartistas, tras la Segunda Restauración.
Los aliados que siguen ocupando Francia se preocupan por las diferencias surgidas en el seno del gobierno francés. El embajador ruso en París, el corso Carlo Andrea Pozzo di Borgo, llega incluso a cuestionar explícitamente a Vaublanc.
Las rivalidades personales entre el ministro del Interior Vaublanc y la pareja Richelieu-Decazes, los muy estrechos vínculos entre el primer ministro y Monsieur (futuro Carlos X) junto al estallido del 10 de abril y por último el memorándum entregado al rey en el que Vaublanc insiste en "la ineludible necesidad de una marcha más firme, más resuelta" acarrean su caída.
El ministro Richelieu fuerza al rey a que prescinda de él, amenazando con su propia dimisión. El rey termina cediendo y cuando le solicita el decreto para sancionarlo, tal y como lo cuenta Louis-Mathieu Molé, el episodio se transforma en una escena de vodevil.
Deja el Ministerio el 8 de mayo de 1816 (junto a François Barbé-Marbois, ministro de Justicia, eliminado para compensar a demanda del conde de Artois). Sustituido por Joseph Henri Joachim Lainé, recibe del rey como compensación los títulos honoríficos de ministro de Estado y de miembro del Consejo Privado.

## Diputado de la cámara entre 1820 y 1827
Es elegido el 13 de noviembre de 1820 (será reelegido el 10 de octubre de 1821 y el 6 de marzo de 1824 pero no en 1827) por el colegio departamental de Calvados tras una renovación de la Cámara por quintos. Se sentó junto a los ultrarrealistas. Durante la sesión de 1822, llegó a ocupar el puesto de uno de los vicepresidentes de la Cámara.
Resulta elegido a la vez por Guadalupe, en donde es copropietario de una azucarera en la parroquia de Basse-Terre, como diputado ante el gobierno del Rey entre 1820 y 1830. Propuso entonces varios cambios en el orden judicial relativos a la administración de las colonias como la creación de un almacén.
Junto a sus compañeros de legislatura, François Régis de La Bourdonnais, conde de la Breteche y el barón de Vitrolles, controlaba una parte de la prensa ultrarrealista empezando por La Quotidienne y Le Drapeau Blanc.
En enero de 1823, se decanta a favor de la Expedición a España y se le nombra miembro de la comisión de investigación solicitada por el Rey y presidida por el mariscal Macdonald para estudiar los abusos cometidos.
Vuelve a ser nombrado para el Consejo de Estado el 25 de julio de 1830 con la promesa escrita de ser nombrado par de Francia cuando se publicaran los decretos de julio de 1830 que no apoyaba. Es el momento de la caída de Carlos X.
Se retira de la vida pública tras el ascenso al trono de Luis Felipe en 1830. Se dedica entonces a redactar sus Memorias. Muere el 21 de agosto de 1845 a los 90 años, casi ciego, en París.

## Anexos

### Obras
- 1792 Rapport sur les honneurs et récompenses militaires, le 28 janvier 1792, fait à l'Assemblée nationale, au nom du Comité d'instruction publique. Texto en línea:
- 1795 Réflexions sur les bases d'une constitution par le citoyen *** (con él le pseudónimo de Louis-Philippe de Segur). Paris Imprimerie nationale, Pradial año III (70 páginas)
- 1808 Rivalité de la France et de l'Angleterre
- 1818 Tables synchroniques de l'histoire de France
- 1819 Le dernier des Césars ou la chute de l'Empire romain d'Orient (poema en doce cantos)
- 1822 Du commerce de la France en 1820 et 1821, Paris, chez J-C Trouvé et chez Goujon
- 1828 Des administrations provinciales et municipales. Texto en línea:
- 1833 Mémoires sur la Révolution de France et recherches sur les causes qui ont amené la Révolution de 1789 et celles qui l'ont suivie (4 vols). Texto en línea: ,  y
- 1833 Essai sur l'instruction et l'éducation d'un prince au XIXeme siècle, destiné au duc de Bordeaux.[71]
- 1838 Fastes mémorables de la France
- 1839 Souvenirs (en 2 volúmenes), París, chez Ponce Lebas et Cie
- 1839 Soliman II, Attila, Aristomène.(colección de tragedias, tirada: 200 ejemplares).[72]
- 1843 De la navigation des colonies
- Un an sur la grand'route chez Montsouris
- Le courage des françaises